# Puchar Świata w biegach narciarskich 1982/1983
Sezon 1982/1983 Pucharu Świata w biegach narciarskich rozpoczął się 12 grudnia 1982 we włoskim Val di Sole, a ostatnie zawody z tego cyklu zaplanowano na 27 marca 1983 w kanadyjskiej miejscowości Labrador City.
Puchar Świata rozgrywany został w 12 krajach i 12 miastach na dwóch kontynentach. Najwięcej konkursów, bo trzy rozegrano w Sarajewie - 2 mężczyzn i 1 kobiet.
Obrońcami Kryształowych Kul byli: Norweżka Berit Aunli oraz Amerykanin Bill Koch.
Zwycięzcami tej edycji pucharu świata zostali:
- wśród mężczyzn Aleksandr Zawjałow ze Związku Radzieckiego, który wyprzedził Szweda Gunde Svana oraz Billa Kocha;
- wśród kobiet Marja-Liisa Hämäläinen z  Finlandii, która wyprzedziła Norweżkę Brit Pettersen oraz Kvetę Jeriovą z Czechosłowacji.

## Kalendarz i wyniki

### Mężczyźni
| Lp. | Data             | Miejscowość   | Dystans            | 1. miejsce                                                                     | 2. miejsce                                                            | 3. miejsce                                                                 |
| --- | ---------------- | ------------- | ------------------ | ------------------------------------------------------------------------------ | --------------------------------------------------------------------- | -------------------------------------------------------------------------- |
| 1.  | 18 grudnia 1982  | Davos         | 15 km s.klasyczny  | Pål Gunnar Mikkelsplass                                                        | Tor Håkon Holte                                                       | Jurij Burłakow                                                             |
| 2.  | 20 grudnia 1982  | Davos         | Sztafeta 3 x 10 km | Szwecja I Benny Kohlberg · Gunde Svan · Thomas Wassberg                        | Norwegia I Oddvin Bakkene · Pål Gunnar Mikkelsplass · Tor Håkon Holte | Norwegia II Jan Lindvall · Ove Aunli · Oddvar Brå                          |
| 3.  | 14 stycznia 1983 | Reit im Winkl | 15 km s.klasyczny  | Jan Ottosson                                                                   | Bill Koch                                                             | Stefan Dotzler                                                             |
| 4.  | 10 lutego 1983   | Sarajewo      | 15 km s.klasyczny  | Aleksandr Zawjałow                                                             | Juha Mieto                                                            | Michaił Diewiatjarow                                                       |
| 5.  | 12 lutego 1983   | Sarajewo      | 30 km s.klasyczny  | Bill Koch                                                                      | Lars Erik Eriksen                                                     | Jurij Borodawko                                                            |
| 6.  | 13 lutego 1983   | Sarajewo      | Sztafeta 3 x 10 km | ZSRR II Jurij Burłakow · Władimir Nikitin · Nikołaj Zimiatow                   | ZSRR I Ołeksandr Batiuk · Michaił Diewiatjarow · Aleksandr Zawjałow   | Szwecja Benny Kohlberg · Gunde Svan · Thomas Wassberg                      |
| 7.  | 20 lutego 1983   | Kawgołowo     | 50 km s.klasyczny  | Jan Lindvall                                                                   | Per Knut Aaland                                                       | Jurij Burłakow                                                             |
| 8.  | 26 lutego 1983   | Falun         | 30 km s.klasyczny  | Aleksandr Zawjałow                                                             | Thomas Wassberg                                                       | Jan Lindvall                                                               |
| 9.  | 27 lutego 1983   | Falun         | Sztafeta 4 x 10 km | ZSRR Jurij Burłakow · Władimir Nikitin · Nikołaj Zimiatow · Aleksandr Zawjałow | Szwecja Erik Östlund · Ingmar Sömskar · Gunde Svan · Thomas Wassberg  | Norwegia I Lars Erik Eriksen · Jan Lindvall · Oddvar Brå · Tor Håkon Holte |
| 10. | 4 marca 1983     | Lahti         | 15 km s.klasyczny  | Aleksandr Zawjałow                                                             | Pål Gunnar Mikkelsplass                                               | Asko Autio                                                                 |
| 11. | 12 marca 1983    | Oslo          | 50 km s.klasyczny  | Asko Autio                                                                     | Per Knut Aaland                                                       | Gunde Svan                                                                 |
| 12. | 20 marca 1983    | Anchorage     | 15 km s.klasyczny  | Gunde Svan                                                                     | Tim Caldwell                                                          | Bill Koch                                                                  |
| 13. | 27 marca 1983    | Labrador City | 30 km s.klasyczny  | Gunde Svan                                                                     | Aleksandr Zawjałow                                                    | Thomas Wassberg                                                            |

### Kobiety
| Lp. | Data             | Miejscowość   | Dystans           | 1. miejsce                                                                     | 2. miejsce                                                                 | 3. miejsce                                                      |
| --- | ---------------- | ------------- | ----------------- | ------------------------------------------------------------------------------ | -------------------------------------------------------------------------- | --------------------------------------------------------------- |
| 1.  | 12 grudnia 1982  | Val di Sole   | 5 km s.klasyczny  | Květa Jeriová                                                                  | Marja-Liisa Hämäläinen                                                     | Blanka Paulů                                                    |
| 2.  | 20 grudnia 1982  | Davos         | Sztafeta 3 x 5 km | Norwegia Inger Helene Nybråten · Anne Jahren · Brit Pettersen                  | ZSRR I Julija Stiepanowa · Raisa Smietanina · Lubow Ladowa                 | Czechosłowacja Anna Pasiárová · Blanka Paulů · Květa Jeriová    |
| 3.  | 8 stycznia 1983  | Klingenthal   | 10 km s.klasyczny | Brit Pettersen                                                                 | Marie Risby                                                                | Blanka Paulů                                                    |
| 4.  | 14 stycznia 1983 | Stachy        | 10 km s.klasyczny | Brit Pettersen                                                                 | Anne Jahren                                                                | Blanka Paulů                                                    |
| 5.  | 10 lutego 1983   | Sarajewo      | 5 km s.klasyczny  | Blanka Paulů                                                                   | Anne Jahren                                                                | Nadieżda Szamakowa                                              |
| 6.  | 11 lutego 1983   | Sarajewo      | Sztafeta 3 x 5 km | Norwegia Marit Myrmæl · Anne Jahren · Brit Pettersen                           | ZSRR II Lubow Zimiatowa · Lubow Ladowa · Lubow Zabołocka                   | Czechosłowacja Anna Pasiarová · Blanka Paulů · Květa Jeriová    |
| 7.  | 19 lutego 1983   | Kawgołowo     | 20 km s.klasyczny | Květa Jeriová                                                                  | Brit Pettersen                                                             | Anne Jahren                                                     |
| 8.  | 25 lutego 1983   | Falun         | 10 km s.klasyczny | Květa Jeriová                                                                  | Marja-Liisa Hämäläinen                                                     | Brit Pettersen                                                  |
| 9.  | 27 lutego 1983   | Falun         | Sztafeta 4 x 5 km | Norwegia I Marit Myrmæl · Inger Helene Nybråten · Anne Jahren · Brit Pettersen | ZSRR Julija Stiepanowa · Lubow Zimiatowa · Raisa Smietanina · Lubow Ladowa | Szwecja Marie Risby · Eva Olsson · Lena Carlzon · Ann Rosendahl |
| 10. | 5 marca 1983     | Lahti         | 5 km s.klasyczny  | Marja-Liisa Hämäläinen                                                         | Raisa Smietanina                                                           | Brit Pettersen                                                  |
| 11. | 12 marca 1983    | Oslo          | 20 km s.klasyczny | Brit Pettersen                                                                 | Marja-Liisa Hämäläinen                                                     | Anna Pasiarová                                                  |
| 12. | 20 marca 1983    | Anchorage     | 10 km s.klasyczny | Marja-Liisa Hämäläinen                                                         | Brit Pettersen                                                             | Anne Jahren                                                     |
| 13. | 27 marca 1983    | Labrador City | 10 km s.klasyczny | Marja-Liisa Hämäläinen                                                         | Blanka Paulů                                                               | Brit Pettersen                                                  |

## Klasyfikacje

### Mężczyźni
| Lp. | Zawodnik                | Punkty |
| 1.  | Aleksandr Zawjałow      | 122    |
| 2.  | Gunde Svan              | 116    |
| 3.  | Bill Koch               | 114    |
| 4.  | Jan Lindvall            | 96     |
| 5.  | Thomas Wassberg         | 94     |
| 6.  | Pål Gunnar Mikkelsplass | 85     |
| 7.  | Jurij Burłakow          | 82     |
| 8.  | Władimir Nikitin        | 79     |
| 9.  | Nikołaj Zimiatow        | 74     |
| 10. | Andi Grünenfelder       | 71     |

### Kobiety
| Lp. | Zawodniczka            | Punkty |
| 1.  | Marja-Liisa Hämäläinen | 144    |
| 2.  | Brit Pettersen         | 136    |
| 3.  | Květa Jeriová          | 126    |
| 4.  | Blanka Paulů           | 121    |
| 5.  | Anne Jahren            | 114    |
| 6.  | Lubow Ladowa           | 87     |
| 7.  | Inger Helene Nybråten  | 80     |
| 8.  | Raisa Smietanina       | 79     |
| 9.  | Anna Pasiarová         | 73     |
| 10. | Marie Risby            | 62     |